# 三角地 (北京大學)
三角地是指北京大学校园的中心地带，位于北京大学百周年纪念讲堂南，因为学生活动集中而闻名。七八十年代，学生游行总是要经过三角地；直到21世纪初，为学校活动信息的重要集散地，尤其每学期初，各家学生社团在此宣传招新。

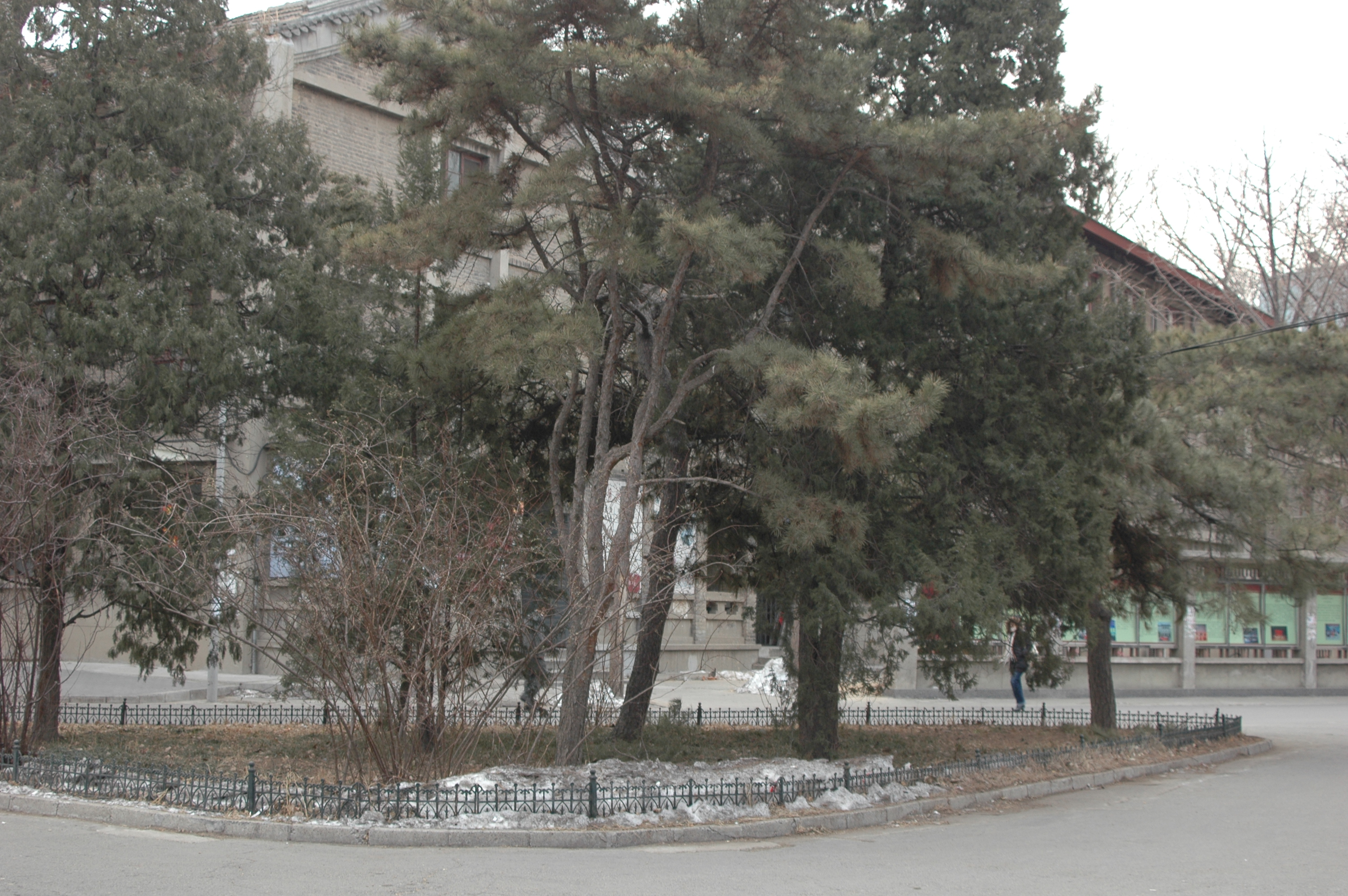
三角地，2010年2月

随着互联网的普及，三角地信息栏渐趋没落。2007年10月31日，三角地信息栏被校方拆除。

## 历史
1957年5月19日，在“百家争鸣，百花齐放”精神的鼓舞下，北京大学爆发了北大五一九运动，学生们大量地贴大字报、演讲、辩论。当时主战场在大饭厅的民主墙上，居其西南向的‘三角地’因场地太小，只是一个配角。
6月份，反右运动开始。大饭厅与“三角地”也渐渐恢复往日平静。运动的许多参加者被划为右派。
从1980年代初开始，“三角地”开始进一步确立它的价值，渐渐成为北大精神的象征。
1980年，中央开展基层民主改革实验，允许各高校学生自由竞选海淀区人大代表。几十年间历经政治风云的北大“三角地”，议政热情重又沸腾起来。当时，候选人各自在“三角地”前，发表竞选宣言、改革纲要，拥有竞选班子，还召开选民答辩会，做民意调查。由于参与者上千，选民答辩会移至“三角地”旁边的老讲堂。候选人讨论的议题，远非区人大代表所涉工作，从“文革”、重新认识社会主义，到论证中国改革之路，再到探讨人性解放问题。
1980年代中期，“三角地”上演了中国首场行为艺术。那天中午，几个年轻人从长梯子爬上“三角地”旁的学三食堂，在一块木板后，开始往下面扔衣服。衣服扔完后，几人往外走，女生都低下了头，只有男生看见，他们穿着泳裤。
1989年春，三角地亦成為八九學運的信息集合地之一，多張學生社團，教師的大字報在三角地貼出，亦是到目前為止三角地的最後一次政治言論高潮。
1990年代，越来越多的商业海报开始与社团争夺“三角地”的地盘。各种考研信息、GRE与TOEFL培训班铺天盖地。北大学生社团离政治渐行渐远。很多人开始重新审视自己的理想，出国开始成为浪潮，北大亦不例外。这股潮流绵延至今。

## 衰败和拆除
20世纪末，互联网开始在中国特别是各高校普及，三角地的信息发布、交流功能渐渐被互联网所取代。源自北京大学的知名网络社区如一塌糊涂BBS、北大未名BBS等的综合信息发布看板皆以“三角地”为名。而原实体三角地的信息栏几乎完全被垃圾广告所充斥。2007年10月31日，三角地信息栏拆除，三角地此后仅仅作为一个地点而存在。2017年1月19日，在北京大学历史上有着重要地位的三角地，其地面建筑被拆除，改为草坪。